# Кашинале (Новара)
Кашинале је насеље у Италији у округу Новара, региону Пијемонт.
Према процени из 2011. у насељу је живело 36 становника. Насеље се налази на надморској висини од 163 м.